# 源居民
源居民，是一個香港民主派的社區組織，由一些沙田居民的社區組織，創立此組織抗衡一直被親中派佔多數的沙田區議會議席。源居民於2019年香港區議會選舉派出2人參選沙田區議會的議席，全數當選。

## 事件
2019年8月7日，源居民成員楊思健及廖栢康聯同屬荃灣區的劉肇軒、謝旻澤、屬葵青區的王天仁、蔡雅文、屬深水埗區的林倩同、冼錦豪、共八個當時正考慮參選區議會者向港鐵請願及遞交公開信。他們指，連串發生在港鐵站衝突令人擔心乘港鐵時的安全，要求港鐵透過車站的閉路電視片交代真相，解釋為何港鐵在7月21日及27日於元朗站發生的衝突中未有適時處理及保護乘客，以及香港警務處在7月27日於該站內使用胡椒噴霧時，為何未有安排列車疏散市民，並促請港鐵誠實地檢討事件，向傷者、公眾及受影響的港鐵員工公開道歉。他們也同時要求港鐵為前線員工提供清晰指引以確保未來不會有同樣的失當處理，及在沒有證據證明乘客違法時保證不會向任何機構提供乘客的交通紀錄及個人資料。

## 區議員
| 區議會 | 代號 | 選區 | 姓名 | 備註 |
| ------ | ---- | ---- | ---- | ---- |

## 選舉

### 區議會選舉
| 選舉 | 民選得票 | 民選得票比例 | 民選議席 | 委任議席 | 當然議席 | 總議席  | +/- |
| 2019 | 7,315 ▲  | 0.25% ▲      | 2        | 不適用   | 0        | 2 / 479 | 2 ▲ |